# 朱雅频
朱雅频（1966年3月—），男，河南内乡人，中华人民共和国政治人物。曾任西藏自治区人民检察院检察长，二级大检察官。现任北京市人民检察院检察长、党组书记。

## 生平
1987年毕业于西北政法学院法律系法律专业。1987年7月参加工作，1990年5月加入中国共产党。2001年4月，任青海省海南州中级人民法院院长。
2006年11月，任西宁市中级人民法院院长。
2012年9月，任青海省人民检察院党组副书记、副检察长。
2018年1月，任西藏自治区人民检察院检察长、党组书记。
2021年1月，任北京市人民检察院检察长、党组书记。